# 小林大輔 (柔道)
小林 大輔（こばやし だいすけ、1988年3月17日 - ）は、埼玉県上尾市出身の日本の柔道選手。階級は100 kg級。身長176 cm。得意技は内股。現在は体育教諭。弟は90 kg級で活躍する小林悠輔。

## 経歴
柔道は10歳の時に上尾市柔道教室で始めた。
栄東中学校3年の時には全国中学校柔道大会90kg超級で優勝を飾った。
埼玉栄高校に進学すると、3年の時にはインターハイ100kg級で優勝を果たした。
日本大学に進学後、2年の時には嘉納杯を19歳にして制した。翌年の嘉納杯では決勝で天理大学職員の穴井隆将に合技で敗れて2位に終わった。2009年のユニバーシアードでは2位となった。続く講道館杯では初優勝を飾った。卒業後は綜合警備保障所属となった。2011年のアジア選手権では準々決勝で元世界チャンピオンであるカザフスタンのマクシム・ラコフに内股で一本勝ちするものの、準決勝で敗れて3位に終わった。2012年にはグランドスラム・東京に出場すると、決勝で90kg級から階級を上げてきた世界チャンピオンであるギリシャのイリアス・イリアディスを内股で破るなど、5試合オール一本勝ちして今大会の前身である嘉納杯を2007年に制して以来5年ぶり2度目の優勝を果たすことになった。
2013年の全日本選手権には弟である筑波大学2年の小林悠輔とともに出場すると（弟も3回戦まで進んだ）、準々決勝でJRAの石井竜太と対戦して大内刈で技ありを先取しながら中盤に払腰で一本負けを喫するものの5位となった。

## 戦績
- 2002年 -　全国中学校柔道大会　優勝(90kg超級)
- 2003年 -　ブレーメンジュニア国際　3位
- 2005年 -　インターハイ　優勝
- 2005年 -　ドイツジュニア国際　3位
- 2005年 -　アジアジュニア　優勝
- 2006年 -　ブレーメンジュニア国際　優勝
- 2006年 -　ロシアジュニア国際　優勝
- 2006年 -　チェコジュニア国際　2位
- 2006年 -　全日本ジュニア　2位
- 2007年 -　講道館杯　2位
- 2007年 -　青島国際　2位
- 2007年 -　嘉納杯　優勝
- 2008年 -　東アジア選手権　優勝
- 2008年 -　嘉納杯　2位
- 2009年 -　体重別　3位
- 2009年 -　講道館杯　優勝
- 2009年 -　グランプリ・アブダビ　5位
- 2010年 -　体重別　3位
- 2010年 -　東アジア選手権　3位
- 2011年 -　アジア選手権　3位
- 2012年 -　アジア選手権　5位
- 2012年 -　ワールドカップ・タシュケント　優勝
- 2012年 -　グランプリ・アブダビ　3位
- 2012年 -　講道館杯　5位
- 2012年 -　グランドスラム・東京　優勝
- 2013年 -　ヨーロッパオープン・ブダペスト　2位
- 2013年 -　全日本選手権　5位
- 2013年 -　体重別　3位
- 2014年 -　実業個人　3位
- 2014年 -　ヨーロッパオープン・グラスゴー 3位
- 2014年 -　講道館杯　5位
- 2015年 -　講道館杯　3位
- 2016年 -　国体成年男子の部　2位

(出典、JudoInside.com)。